# Werner Peters
Werner Peters (Werlitzsch, 7 juli 1918 – Wiesbaden, 30 maart 1971), was een Duitse filmacteur. Hij speelde in 102 films tussen 1947 en 1971.
Zijn loopbaan begon met de hoofdrol in Wolfgang Staudte's Der Untertan, geproduceerd door de DEFA in de Duitse Democratische Republiek. Voor deze rol ontving hij veel gunstige kritieken in Duitsland en in het buitenland. Sinds 1955 woonde Werner Peters in de Bondsrepubliek, eerst in Düsseldorf, daarna in Berlijn. Hier speelde hij voor het eerst in Hotel Adlon (1955) van Josef von Baky en in De 20e Juli (1955) met Falk Harnack. In de daaropvolgende jaren was Peters een druk bezette acteur in Duitse en internationale films, meestal spelend in een nogal negatieve rol zoals een slechte Duitser of nazi.
Peters is in 1966 met Ursula Burow getrouwd en had met haar een zoon.

## Geselecteerde filmografie

### Bioscoopfilms
- 1947: Zwischen gestern und morgen
- 1948: Affaire Blum
- 1949: Die Buntkarierten
- 1949: Rotation
- 1949: Der Biberpelz
- 1950: Der Kahn der fröhlichen Leute
- 1951: Modell Bianka
- 1951: Der Untertan
- 1952: Karriere in Paris
- 1953: Anna Susanna
- 1953: Die Unbesiegbaren
- 1953: Die Geschichte vom kleinen Muck
- 1954: Ernst Thälmann – Sohn seiner Klasse
- 1955: Der Teufel vom Mühlenberg
- 1955: Sommerliebe
- 1955: Der 20. Juli
- 1955: Ein Polterabend
- 1955: Hotel Adlon
- 1955: Star mit fremden Federn
- 1955: Vor Gott und den Menschen
- 1955: Ernst Thälmann – Führer seiner Klasse
- 1956: Das Sonntagskind
- 1956: Die Stimme der Sehnsucht
- 1956: Anastasia – Die letzte Zarentochter
- 1956: Spion für Deutschland
- 1957: Nachts, wenn der Teufel kam
- 1957: Das Herz von St. Pauli
- 1958: Madeleine und der Legionär
- 1958: Lilli – ein Mädchen aus der Großstadt
- 1958: Der Greifer
- 1958: Das Mädchen Rosemarie
- 1958: Schmutziger Engel
- 1958: Grabenplatz 17
- 1958: Liebe kann wie Gift sein
- 1958: Blitzmädels an die Front
- 1958: Unruhige Nacht
- 1958: 13 kleine Esel und der Sonnenhof
- 1958: Meine 99 Bräute
- 1958: Romarei, das Mädchen mit den grünen Augen
- 1959: Die feuerrote Baronesse
- 1959: Kriegsgericht
- 1959: Bobby Dodd greift ein
- 1959: Jons und Erdme
- 1959: Rosen für den Staatsanwalt
- 1959: Geheimaktion Schwarze Kapelle
- 1959: Der Schatz vom Toplitzsee
- 1960: Endstation Rote Laterne
- 1960: Ein Herz braucht Liebe
- 1960: Strafbataillon 999
- 1960: Die 1000 Augen des Dr. Mabuse
- 1960: Hauptmann, deine Sterne
- 1960: Der Hauptmann von Köpenick
- 1961: … denn das Weib ist schwach
- 1961: Unter Ausschluß der Öffentlichkeit
- 1961: Im Stahlnetz des Dr. Mabuse
- 1961: Es muß nicht immer Kaviar sein
- 1961: Diesmal muß es Kaviar sein
- 1961: Auf Wiedersehen
- 1962: Die unsichtbaren Krallen des Dr. Mabuse
- 1962: Verrat auf Befehl
- 1962: Die Tür mit den sieben Schlössern
- 1962: Der Teppich des Grauens
- 1962: Nur tote Zeugen schweigen
- 1963: Der Fluch der gelben Schlange
- 1963: Das Feuerschiff
- 1963: Die weiße Spinne
- 1963: Die endlose Nacht
- 1963: Der schwarze Abt
- 1963: Scotland Yard jagt Dr. Mabuse
- 1963: Das Geheimnis der schwarzen Witwe
- 1964: Das Phantom von Soho
- 1964: Die Gruft mit dem Rätselschloß
- 1964: Einer frißt den anderen
- 1964: Zwischenlandung Düsseldorf
- 1964: Das 7. Opfer
- 1965: 36 Stunden
- 1965: Die schwarzen Adler von Santa Fe
- 1965: Durchs wilde Kurdistan
- 1965: Die letzte Schlacht
- 1966: Zeugin aus der Hölle
- 1966: Simson ist nicht zu schlagen (A Fine Madness)
- 1966: I Deal in Danger
- 1966: Die Hölle von Macao
- 1966: Lotosblüten für Miss Quon
- 1967: Geheimnisse in goldenen Nylons (Deux billets pour Mexico)
- 1967: Geheimauftrag K (Assignment K)
- 1967: Der Etappenheld
- 1968: Zucker für den Mörder
- 1969: Blonde Köder für den Mörder
- 1970: Das Geheimnis der schwarzen Handschuhe (L’uccello dalle piume di cristallo)
- 1970: Unter den Dächern von St. Pauli
- 1970: Perrak
- 1971: Die Tote aus der Themse

### Televisie
- 1953: Wehe, wenn sie losgelassen
- 1958: Besuch aus der Zone
- 1958: Der Tod auf dem Rummelplatz
- 1960: Der Hauptmann von Köpenick
- 1962: Jeder stirbt für sich allein
- 1964: Hafenpolizei: Reisebegleiterin gesucht
- 1965: Klaus Fuchs – Geschichte eines Atomverrats
- 1965: Das Kriminalmuseum: Der Ring
- 1966: Blue Light (bioscoopversie: I Deal in Danger)
- 1968: Istanbul Expreß (Istanbul Express)
- 1969: Fragestunde
- 1969: Dem Täter auf der Spur: Das Fenster zum Garten
- 1969: Zehn kleine Negerlein
- 1969: Spion unter der Haube
- 1970: Dem Täter auf der Spur: Frau gesucht
- 1970: Novellen aus dem wilden Westen: Der Prozeß
- 1970: Pater Brown: Das Attentat
- 1971: Graf Luckner

## Gesynchroniseerde rollen

### Films
- 1956: Ernest Borgnine in Mädchen ohne Mitgift als Tom Hurley
- 1957: E. G. Marshall in Die große Schuld als Sam Dunstock
- 1957: Gordon Scott in Tarzan und die verschollene Safari als Tarzan
- 1958: Torin Thatcher in Zeugin der Anklage als Officier van justitie Mr. Myers
- 1958: Theodore Bikel in Flucht in Ketten als Sheriff Max Muller
- 1958: Bernard Blier in Die Elenden als Javert
- 1958: Jack Carson in Duell in den Wolken als Jiggs
- 1959: Alan Marshal in Tag der Gesetzlosen als Hal Crane
- 1968: Victor Maddern in Tschitti Tschitti Bäng Bäng als uitvinder

### Series
- 1958: Russ Conway in Fury als Red Cummings
- 1967: Ronald Fraser in Mit Schirm, Charme und Melone als Sir Horace Winslip
- 1967: George Pastell in Mit Schirm, Charme und Melone als Arkadi
- 1967: Nigel Stock in Mit Schirm, Charme und Melone als Richard Carlyon
- 1971: Grant Taylor in UFO als General James Henderson (1e stem)

## Theater
- 1948: Alexander Ostrowski: Wölfe und Schafe – Regie: Ernst Legal (Deutsches Theater Berlin)
- 1948: William Shakespeare: Maß für Maß – Regie: Wolfgang Langhoff (Deutsches Theater Berlin – Kammerspiele)
- 1949: Molière: Der Geizige – Regie: Willi Schmidt (Deutsches Theater Berlin)
- 1950: Nikolai Gogol: Der Revisor (Postmeister) – Regie: Wolfgang Langhoff (Deutsches Theater Berlin)
- 1950: Richard Brinsley Sheridan: Die Lästerschule – Regie: Aribert Wäscher (Deutsches Theater Berlin – Kammerspiele)

## Hoorspelen
- 1950: Hermann Turowski: Die Präsidentenmacher – Regie: Carl Lange (Berliner Rundfunk)
- 1952: Nikolai Gogol: Die Heirat – Regie: Gottfried Herrmann (Berliner Rundfunk)
- 1954: Alf Scorell/Kurt Zimmermann: Der Wundermann – Regie: Hans Busse (Rundfunk der DDR)

## Onderscheidingen
- 1951: Nationalpreis der DDR III. Klasse voor zijn rol in Der Untertan
- 1958: Filmband in Gold (mannelijke bijrol) voor Nachts, wenn der Teufel kam